# Міхал Язловецький (староста хмільницький)
Міхал Язловецький, або Михайло Язловецький  (пол. Michał Jazłowiecki, близько 1546 — 1582 до 1583) — польський шляхтич, військовий, урядник Польського королівства й Речі Посполитої. Представник шляхетського роду Язловецьких гербу Абданк.

## Життєпис
Найстарший син великого гетьмана коронного, кальвініста Єжи (Юрія) Язловецького та його дружини Ельжбети Тарло (доньки чесника коронного, старости пілзенського Яна Тарла. Мав невисокий зріст. З 1569 року до, принаймні, 1579 року був королівським ротмістром на Русі під наглядом батька та Поділлі, під кінець керуючи важкоозброєною корогвою. Брав участь у виборчому сеймі 1573 року.
Посади: староста хмільницький (з 1571 року, отримав від батька, або від Миколая Потоцького — сина чоловіка тітки Друзяни Якуба Потоцького), снятинський староста. Інформація українського історика Николи Андрусяка, що з 1591 року — зверхник козацького контингенту (тобто реєстрових козаків) — суперечить відомостям польських дослідників (помер у 1582/83 році).
Криштоф (Христофор) Косинський, готуючись до нападу на маєтності Острозьких, сказав, що староста Міхал Язловецький не поспішає виплатити козакам належну платню. М. Язловецький на чолі королівських комісарів вислав із табору під Фастовом заклик до повстанців видати К. Косинського, але був змушений погодитися віддати посаду зверхника іншому.
Був одружений із Катажиною з Вільхівця Свірчівною (донька Яна Свірча-молодшого та Анни Лянцкоронської (доньки Гієроніма Лянцкоронського, скальського старости); шлюб після 1576 року). Дітей не мали. Дружина у 1581 році продала половину Городка з прилеглими селами комусь з Потоцьких.
Згідно з джерелами, він володів містом Товсте. Є версія (джерело — інформація краєзнавчого музею смт. Товсте (Заліщицького району Тернопільської області), що Товстим у другій половині XVI ст. володів Михайло Хмельницький — батько гетьмана Богдана, у Товстому нібито знаходився родинний маєток Хмельницьких, Михайло проживав там у 1569–1592 роках[джерело?]. Міхал Язловецький і Михайло Хмельницький мали однаковий родовий герб — Абданк.
Був власником міст Гусятина (дідич), Косова, Товстого; сіл Косова, Рожнева, Новоселиці, Залужжя в Коломийському повіті.